# Crevalcore

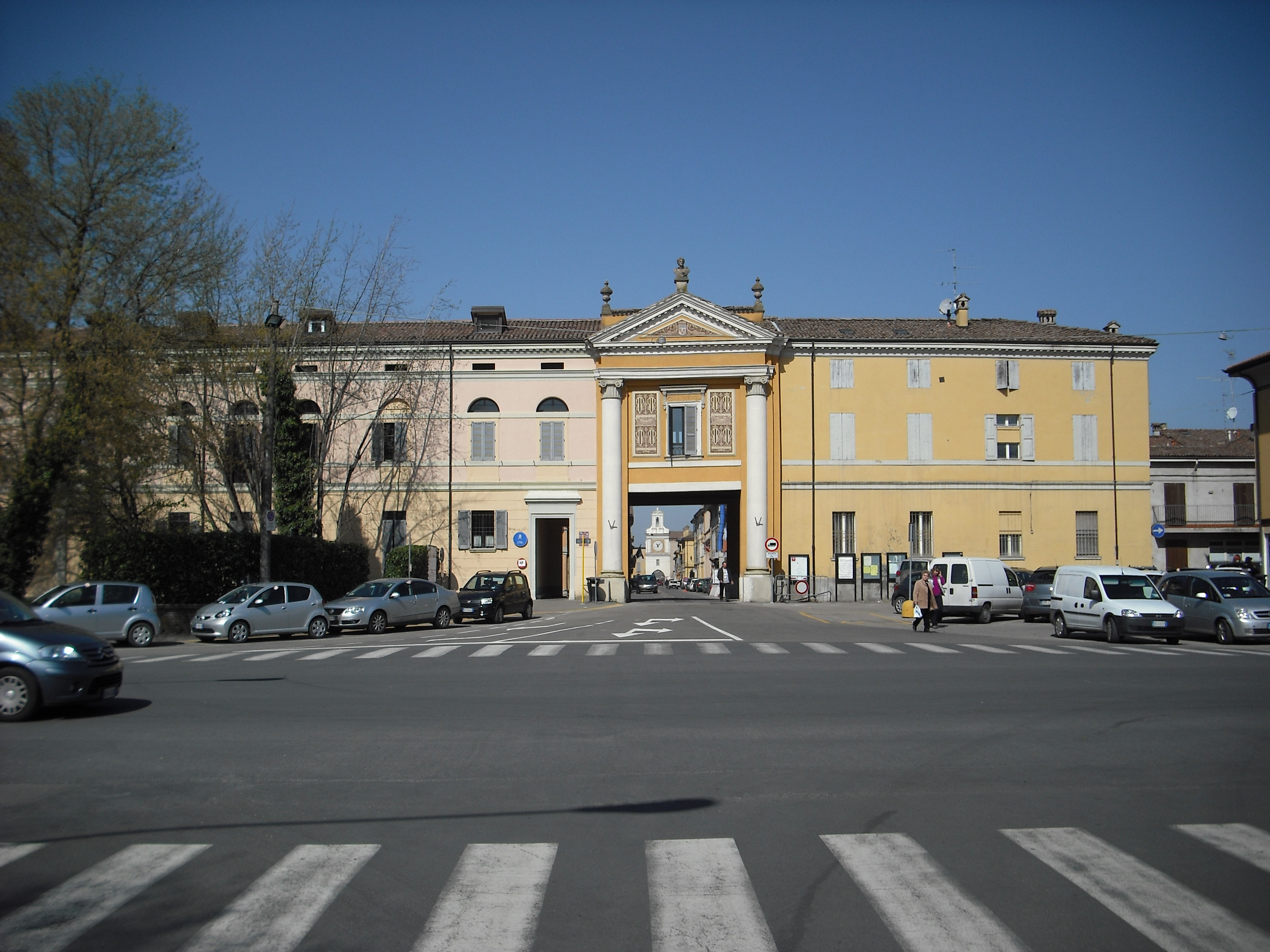
Porta Bologna in Crevalcore

Crevalcore ist eine italienische Gemeinde (comune) mit 13.981 Einwohnern (Stand 31. Dezember 2023) in der Metropolitanstadt Bologna, Region Emilia-Romagna. Seit dem Jahr 2000 führt Crevalcore den Ehrentitel città (Stadt).

## Geographie
Die Gemeinde liegt in der Po-Ebene etwa 29 Kilometer nordwestlich von Bologna, etwa 19 Kilometer nordöstlich von Modena und etwa 38 Kilometer südwestlich von Ferrara. Das Gemeindegebiet grenzt unmittelbar an die Provinzen Ferrara und Modena.

## Verkehr
Durch die Gemeinde führt die Bahnstrecke von Verona nach Bologna. In der Gemeinde bestanden zuvor zwei Haltepunkte in Crevalcore und in Bolognina. Heute besteht nur noch der Bahnhof in Crevalcore. Die frühere Bahnstrecke von Modena nach Ferrara, die ebenfalls durch die Gemeinde führte, ist seit 1956 stillgelegt.
Bei einem Zugunglück 2005 starben 17 Menschen.

## Sehenswürdigkeiten
- Fraktion Sammartini, Kirche Santi Francesco e Carlo, Gemälde von Francesco Monti (1685), Madonna mit Kind, Johannes, Josef, Hyazinth und Anna.

## Persönlichkeiten
- Marcello Malpighi (1628–1694), Anatom
- Tommaso Baj (≈1650–1714), Kirchenmusiker
- Giacomo Antonio Perti (1661–1756), Kirchenmusiker
- Armando Bernabiti (1900–1970), Architekt
- Quinto Ghermandi (1916–1994), Bildhauer